# 3771 Alexejtolstoj
3771 Alexejtolstoj (1974 SB3) là một tiểu hành tinh vành đai chính được phát hiện ngày 20 tháng 9 năm 1974 bởi Zhuravleva, L. ở Nauchnyj.